# (Get A) Grip (On Yourself)
«(Get A) Grip (On Yourself)» — дебютный сингл The Stranglers, записанный группой с продюсером Мартином Рашентом зимой 1976 года и включённый в дебютный альбом Rattus Norvegicus, который был выпущен United Artists Records в апреле 1977 года.
Сингл (с «London Lady» на обороте) вышел в феврале 1977 года, достиг до #44 в UK Singles Chart, а выше не поднялся, как позже выяснилось, из-за статистического сбоя при подсчёте тиражей.
«(Get A) Grip (On Yourself)» — единственный трек альбома, в записи которого принял участие приглашённый музыкант: партию саксофона исполнил здесь Эрик Кларк (англ. Eric Clarke).
Как отмечает рецензент Allmusic Том Магиннис, именно «(Get A) Grip (On Yourself)» «представил миру The Stranglers», группу, которую в течение двух лет отвергали все рекорд-компании.

## Музыка и текст
Несмотря на то что к 1977 году The Stranglers уже приобрели репутацию «твердоносых забияк», многие отметили, что дебютный сингл ей никоим образом не соответствовал. В «(Get A) Grip (On Yourself)» группа (согласно Allmusic) словно бы отстранилась от панк-сцены, причём сделала это уже в первых звуках вступления, выстроенном на «несложной синтезаторной фабуле и плавной партии клавишных, создавших фон рычащему басу и звенящей гитаре».
Как отмечал критик Том Магиннис, в панк-эстетику здесь «вписывается лишь конфронтационная поза вокалиста Хью-Корнуэлла, выплёвывающего полуречитативом» свой рассказ о жизни рок-музыканта в Британии: «Попрошайничал, занимал, сознаюсь, что и воровал, но самое страшное моё преступление было — что сыграл рок-н-ролл» (англ. Begged and borrowed sometimes I admit I even stole / But the worst crime that I ever did was play some rock and roll). Две основных идеи песни были компактно вложены в две строки рефрена: «Деньги — всё не то… Главное, держись за себя самого» (англ. But the money’s no good / Just get a grip on yourself).

### Мнения критики
Критики отмечали неожиданно использование саксофона, словно бы намекавшее на «остаточные влияния Roxy Music или Дэвида Боуи», звук которого добавляет в микс привкус музыки соул и тем самым создает некоторое ощущение стилистического несоответствия. Мягкий бэк-вокал, сопровождающий плавные рулады клавишных (по мнению рецензента Allmusic) несколько снижает драйв композиции, хотя, с другой стороны, демонстрирует тот факт, что группа с самого начала не чуралась студийных экспериментов.
Так или иначе, синглом «(Get A) Grip (On Yourself)» The Stranglers заявили о собственном совершенно индивидуальном звучании. Несмотря на умеренный успех сингла в чартах, именно он привлёк всеобщее внимание к последовавшему в апреле дебютному альбому Rattus Norvegicus, имевшему уже оглушительный (по меркам панк-рока и новой волны 1977 года) коммерческий успех.

### London Lady
Рецензия Фила Макнейла на первый альбом Rattus Norwegicus в New Musical Express начиналась словами: «Это альбом, который может довести до слёз — женских слёз унижения. Я видел их своими глазами. Правда. Хороши же The Stranglers, добились реакции, настоящие мужики!». Женские слёзы унижения, о которых писал Макнейл, пришлось пролить его коллеге, Кэролайн Кун, которая, имея в активе несколько любовных «побед» над известными рок-музыкантами, (предположительно) решила присоединить к с этому списку участников The Stranglers. Вместо этого она неожиданно оказалась героиней песни «London Lady», где была строчка: «<Всё равно, как> сосиске заниматься любовью с туннелем под Мёрси». Сам Бёрнел (по словам Макнейла) так рассказывал ему об истории создания песни:

Мы стали тянуть жребий, кому трахнуть эту журналистку, и кто-то сказал: «Это же всё равно, что сосиску пихать в туннель под Мерси». Кто-то добавил: «Или верёвку в ведро…» — поскольку <другие за нас> уже это делали, мы решили, что повторение было бы с нашей стороны нецелесообразным..Оригинальный текст (англ.)We were drawing lots on who was going to screw this female column writer, and someone said, 'But it'd be like chucking a sausage up the Mersey Tunnel.' Someone else said, 'Dangling a piece of string in a bucket' - it's been done before, so we decided it wasn't valid to do it. 
Обострял ситуацию тот факт, что К. Кун была ярой сторонницей панк-рока и одной из немногих, кто поддерживал The Stranglers в центральной прессе. Отчасти поэтому публичная «пощёчина» ей со стороны группы была воспринята в столичной журналистской среде как проявление «свинства» — не только «мужского», но и чисто человеческого. Это было одно из тех знаменитых «самоубийственных» решений, которыми пестрела история The Stranglers; в результате музыканты оказались под многолетним разрушительным огнём прессы, а К. Кун, авторитетная журналистка и художница-феминистка, автор одной из лучших книг об истории панк-рока, вошла в историю движения как «London Lady… with Dingwall bullshit».

## Издания
- 1977 — Rattus Norvegicus (4:01 EMI Music Distribution)
- 1977 — Rattus Norvegicus (Toshiba EMI)
- 1977 — Rattus Norvegicus (EMI/Virgin)
- 1978 — Live (X Cert) (4:08 EMI Music Distribution)
- 1982 — The Collection 1977—1982 (4:04 EMI Music Distribution)
- 1989 — Singles (The UA Years) (4:04 Liberty)
- 1991 — The Indie Scene 1977: The Story of British Independent Music (3:58 Connoisseur)
- 1992 — The Old Testament (4:01 EMI Music Distribution)
- 1993 — D.I.Y.: Anarchy in the UK: UK Punk I (1976-77) (4:03 Rhino)
- 1993 — Living in Oblivion: The 80’s Greatest Hits, Vol. 1 (4:00 Capitol Records)
- 1995 — Best Punk Album in the World…Ever (Virgin Records)
- 1995 — Punk You!, Vol. 1: Music for the Discerning Slacker Punk (4:02 Capitol Records)
- 1995 — Stranglers & Friends (3:46 Castle Music Ltd.)
- 1997 — 1977: 20 Original Chart Hits (4:06 A Time To Remember)
- 1997 — Access All Areas (3:44 Voiceprint Records)
- 1999 — Burning Ambitions: A History of Punk, Vols. 1-3 (3:59 Cleopatra)
- 2001 — The UA Singles '77-'79 (1:31 EMI Music Distribution)
- 2001 — The Very Best Stranglers Album Ever (4:01 EMI Music)
- 2002 — Complete Punk Collection: Cash from Chaos (4:00 EMI Music Distribution)
- 2002 — Punk: The Jubilee (4:00 EMI Music Distribution)
- 2003 — Black and White/Rattus Norvegicus 4:02 (EMI Music Distribution)
- 2003 — No Thanks! The '70s Punk Rebellion (4:03 Rhino)
- 2003 — Retro 80’s, Vol. 5 (4:00 EMI Music Distribution)
- 2004 — The Original Rock Album (4:02 EMI Gold)
- 2005 — Gary Crowley’s Punk Rock Juke Box (4:00 EMI Music Distribution)
- 2005 — Peaches — Golden Brown — Strange Little Girl (4:00 EMI Music * Distribution)
- 2006 — Punk Crazy: Anarchy in the UK (Weton)
- 2006 — Punk Power: Anarchy In The UK (3:47 Castle Music Ltd.)
- 2006 — Very Best of the Stranglers (4:02 BMG International)
- 2007 — Pure: 70s (4:02 EMI Music Distribution)
- 2007 — Spirit of 77: Spirit of Punk (3:59 EMI/Virgin TV)
- 2007 — Story So Far (4:02 EMI Music Distribution)
- 2007 — Taking Liberties (4:01 357)
- 2008 — Punk Crazy 3:46 (Universal Distribution)

## Состав участников
- Хью Корнуэлл — гитара, вокал
- Жан-Жак Бернел — бас-гитара
- Дэйв Гринфилд — клавишные
- Джет Блэк — ударные
- Эрик Кларк — саксофон

## Видео
- (Get A) Grip (On Yourself) на юбилейном концерте, посвящённом 30-летию со дня первого выступления The Stranglers в клубе Roundhouse